# Chi semina vento raccoglie tempesta
«Chi semina vento raccoglie tempesta» è un antico proverbio, derivato dal libro del profeta Osea (versetto 8,7): «E poiché semineranno vento, raccoglieranno tempesta» (in latino Quia ventum seminabunt, et turbinem metent).

## Significato
Chi fa del male riceverà un danno maggiore di quello arrecato. Nell'originale contesto biblico, il detto indica che la cattiva condotta degli Ebrei (idolatria, corruzione, alleanze con gli stranieri) li condurrà verso la catastrofe.

## Origine
Attribuito al profeta ebraico Osea (cap. VIII, v. 7, del suo libro).